# Conceição da Costa Neves
Maria da Conceição da Costa Neves, também conhecida pelo nome artístico de Regina Maura (Juiz de Fora, 17 de outubro de 1908 - São Paulo, 15 de julho de 1989), foi uma atriz e política brasileira e a primeira mulher a presidir um parlamento estadual no Brasil.

## Dados biográficos
Filha de Manoel da Costa Neves e Maria do Espírito Santo Neves, nasceu em Juiz de Fora e fez seus primeiros estudos no Colégio Santa Catarina e no Colégio Stella Matutina. Sob o nome artístico de "Regina Maura" fez sua estreia no teatro aos vinte e um anos sob a orientação de Procópio Ferreira e foi contemporânea de atrizes como Déa Selva e Zezé Fonseca. A respeito da convivência com a atriz, Ferreira assim a descreveu: "uma linda mulher, elegante, sabendo vestir-se primorosamente e com uma voz de todas as tonalidades. Agarrou o teatro pela gola e dominou-o desde o primeiro dia". Em 1937, integrou o elenco da comédia "Bombonzinho", ao lado de Oscarito e três anos antes fora eleita "rainha das atrizes".
Mediante seu relacionamento com Procópio Ferreira, residiu em São Paulo e após a separação casou-se com o médico Matheus Galdi Santamaria em 1938 e viveu com ele até 1955. Devido ao matrimônio abandonou os palcos e adotou o nome "Maria da Conceição Santamaria". Quanto ao fim de sua carreira artística a a revista Carioca disse, em 1941, que "essa atriz elegante e formosa, que foi a maior revelação do teatro brasileiro nos últimos anos, talento nato de intérprete, afastou-se por decisão própria da cena nacional. E com esse afastamento perdeu o nosso teatro uma das mais brilhantes 'estrelas' de comédia que já possuiu".
Durante a Segunda Guerra Mundial dirigiu a filial paulista da Cruz Vermelha Brasileira entre 1943 e 1945 e, pela escola dessa entidade, também foi samaritana e monitora. Fundou a Associação Paulista de Assistência ao Doente da Lepra, da qual foi presidente.
Graças à repercussão positiva de seu trabalho social foi alçada à vida política e em 1947 foi eleita deputada estadual via PTB com a terceira maior votação do estado e ajudou a elaborar a constituição estadual. Reeleita pelo mesmo partido em 1950, 1954, migrou para o PSD e conquistou novos mandatos em 1958 e 1962. Entre os anos de 1960 e 1963 foi primeira vice-presidente da Assembleia Legislativa de São Paulo e com uma viagem de Abreu Sodré ao exterior tornou-se a primeira mulher a presidir um parlamento estadual no Brasil. Adversária do Regime Militar de 1964, foi reeleita pelo MDB em 1966, porém teve o mandato cassado pelo Ato Institucional Número Cinco em 1969 e os direitos políticos suspensos por dez anos. Na década seguinte empenhou-se em movimentos pela anistia.